# Woutertje Pieterse Prijs
Der Woutertje Pieterse Prijs ist ein niederländischer Literaturpreis, der seit 1988 jährlich an das im letzten Jahr erschienene beste niederländische Jugendbuch verliehen wird. Der Preis ist mit 15.000 Euro dotiert. Der Preis ist nach einer Figur aus dem Werk von Multatuli benannt.

## Preisträger
- 2024 Tjibbe Veldkamp und Mark Janssen für De jongen die van de wereld hield
- 2023 Bibi Dumon Tak und Annemarie van Haeringen für Vandaag houd ik mijn spreekbeurt over de anaconda
- 2022 Raoul Deleo und Noah J. Stern für Terra Ultima
- 2021 Benny Lindelauf und Ludwig Volbeda für Hele verhalen voor een halve soldaat
- 2020 Bette Westera und Sylvia Weve für Uit elkaar
- 2019 Kathleen Vereecken und Charlotte Peys für Alles komt goed, altijd
- 2018 Annet Schaap für Lampje
- 2017 Gerda Dendooven für Stella, ster van de zee
- 2016 Edward van de Vendel und Martijn van der Linden für Stem op de okapi[1].
- 2015 Bette Westera und Sylvia Weve für Doodgewoon.[2]
- 2014 Marjolijn Hof für De regels van drie[3]
- 2013 Kristien Dieltiens für Kelderkind[4]
- 2012 Ted van Lieshout, Driedelig paard[5]
- 2011 Benny Lindelauf, De hemel van Heivisj[6]
- 2010 Carli Biessels, Juwelen van stras[7]
- 2009 Peter Verhelst und Carll Cneut, Het geheim van de keel van de nachtegaal[8]
- 2008 Hans Hagen, Verkocht[9][10]
- 2007 Harm de Jonge, Josja Pruis[11]
- 2006 Harrie Geelen und Imme Dros, Bijna jarig.
- 2005 Thé Tjong-Khing, Waar is de taart?.
- 2004 Edward van de Vendel und Fleur van der Weel, Superguppie.
- 2003 Guus Kuijer, Ik ben Polleke hoor!.
- 2002 Peter van Gestel, Winterijs.
- 2001 Bart Moeyaert, Broere.
- 2000 Paul Biegel, Laatste verhalen van de eeuw (1999).
- 1999 Joke van Leeuwen und Malika Blain, Bezoekjaren.
- 1998 Wim Hofman, Zwart als inkt.
- 1997 Joke van Leeuwen, Iep!.
- 1996 Anton Quintana, Het boek van Bod Pa.
- 1995 Anne Provoost, Vallen.
- 1994 Toon Tellegen, Bijna iedereen kon omvallen.
- 1993 Jaap Lamberton, Een heel lief konijn, geschreven door Imme Dros.
- 1992 Toon Tellegen, Juffrouw Kachel.
- 1991 Paul Biegel, Anderland, een Brandaan-mythe (1990).
- 1990 Anne Vegter und Geerten Ten Bosch, De dame en de neushoorn.
- 1989 Margriet Heymans, Lieveling boterbloem.
- 1988 Imme Dros, Annetje Lie in het holst van de nacht.